# Чальчиуитес (муниципалитет)
Чальчиуитес (исп. Chalchihuites) — муниципалитет в Мексике, входит в штат Сакатекас.